# Ditomoptera dubia
Ditomoptera dubia is een keversoort uit de familie Coptoclavidae. De wetenschappelijke naam van de soort is voor het eerst geldig gepubliceerd in 1839 door Germar.